# Olderbakken
Olderbakken est une localité du comté de Troms, en Norvège.

## Géographie
Administrativement, Olderbakken fait partie de la kommune de Tromsø.